# Serince, Almus
Serince là một xã thuộc huyện Almus, tỉnh Tokat, Thổ Nhĩ Kỳ. Dân số thời điểm năm 2011 là 94 người.